# Yuri Simonov
Yuri Ivanovich Simonov (em russo:  Ю́рий Ива́нович Си́монов; Saratov, 4 de março de 1941) é um conhecido maestro russo. Se consagrou dirigindo inúmeras óperas.

## Biografia
Oriundo de uma família de cantores de ópera, Yuri Simonov, desde pequeno, demonstrou aptidão com música. Em 1953, quanto tinha doze anos de idade, conduziu a pequena orquestra de sua escola, interpretando a Sinfonia Nº 40 de Mozart.
Os estudos na área da regência foram iniciados na cidade de Leningrado (atual São Petersburgo). Lá, teve como professores Rabinovich e Evgeny Mravinski, titular da Orquestra Filarmônica de São Petersburgo, vindo a se tornar assistente deste.
A estreia de Simonov como maestro foi no conservatório de São Petersburgo, com uma obra de Dargomizhsky: a ópera Mermaid.
Em 1968, a Escola de Santa Cecília de Roma promoveu seu tradicional concurso de maestros, sendo este vencido por Simonov.
Após ter executado com sucesso a ópera Aída, de Verdi, foi convidado para assumir a direção da orquestra do Teatro Bolshoi, em Moscou, permanecendo lá entre os anos de 1970 e 1985. Uma das inovações que Simonov fez nesta orquestra foi acrescentar algumas obras de Richard Wagner no repertório do teatro. Durante este período, Simonov fez várias viagens com a Orquestra Filarmônica de São Petersburgo e a Orquestra Sinfônica de Moscou para vários lugares do mundo, tais como Milão, Paris, Viena, Japão, Nova York e Washington.
No ano de 1982, no Covent Garden, dirigiu várias óperas, dentre elas Eugène Onegin.
Tempos depois, Simonov ingressou na Orquestra Sinfônica de Londres. Lá, aumentou consideravelmente seu prestígio. No Barbican Hall, dirigiu uma série de obras de Tchaikovsky. Com a ópera La Traviatta, de Verdi, abriu uma das temporadas da Royal Opera House. Viajou, juntamente com orquestra londrina, para a Austrália, Hong Kong e Bélgica.
Pouco tempo depois, Simonov dirigiu vários concertos com a Royal Philharmonic Orchestra nas cidades de Paris e Londres.
Simonov se consagrou dirigindo óperas, como já citado anteriormente. Destacou-se principalmente nos países da Europa. No entanto, também esteve no México e na Argentina.
Em meados do ano de 1994, foi convidado para assumir a direção musical da Orquestra Nacional da Bélgica. Foi convidado também para ser maestro da Orquestra da Ópera da Hungria.
Entre os anos de 1997 e 1998, assumiu novamente a direção da Orquestra Filarmônica de São Petersburgo. Com esta, viajou para a Alemanha, Áustria e Suíça.
Simonov foi ainda nomeado maestro principal da Orquestra Filarmônica de Moscou, viajando para Espanha, Inglaterra, Estados Unidos, Japão e Coreia do Sul.

## Orquestras em que dirigiu
- Alemanha - Orquestra Filarmônica de Berlim
- Bélgica - Orquestra Nacional da Bélgica
- Estados Unidos - Orquestra Filarmônica de Los Angeles
- Estados Unidos - Orquestra Sinfônica de Boston
- França - Orquestra da Bastilha de Paris
- França - Orquestra da Ópera de Marselha
- Hungria - Orquestra da Ópera da Hungria
- Inglaterra - Orquestra Sinfônica de Londres
- Inglaterra - Royal Philharmonic Orchestra
- Israel - Orquestra Filarmônica de Israel
- Itália - Orquestra da Ópera de Florença
- Itália - Orquestra da Ópera de Gênova
- Polónia - Orquestra Filarmônica de Varsóvia
- Rússia - Orquestra da Ópera de São Francisco
- Rússia - Orquestra do Teatro Bolshoi
- Rússia - Orquestra Filarmônica de Moscou
- Rússia - Orquestra Filarmônica de São Petersburgo
- Suíça  - Orchestre de la Suisse Romande

## Orquestras com as quais gravou
- Alemanha - Orquestra Filarmônica de Berlim
- Inglaterra - Orquestra Sinfônica de Londres
- Inglaterra - Royal Philharmonic Orchestra
- Rússia - Orquestra do Teatro Bolshoi (Melodia)